# Strych (województwo mazowieckie)
Strych – wieś sołecka w Polsce położona w województwie mazowieckim, w powiecie garwolińskim, w gminie Maciejowice.
| SIMC    | Nazwa        | Rodzaj    |
| ------- | ------------ | --------- |
| 0680779 | Ciechoszówka | część wsi |
| 0680785 | Kopanina     | część wsi |
| 0680791 | Skoroszówka  | część wsi |

Wieś w ziemi stężyckiej w województwie sandomierskim w XVI wieku była własnością pisarza ziemskiego stężyckiego    Mikołaja Kłoczowskiego. 
W latach 1975–1998 miejscowość administracyjnie należała do województwa siedleckiego.
W miejscowości jest kaplica dojazdowa św. Stanisława BM należąca do rzymskokatolickiej parafii Wniebowzięcia Najświętszej Maryi Panny w Maciejowicach.